# The Underground Railroad
The Underground Railroad (dansk: Den underjordiske jernbane) var et uformelt og hemmeligt netværk af ruter og opholdssteder, som slaver fra de amerikanske sydstater benyttede i 1800-tallet til at flygte fra slaveriet og nå i sikkerhed i Nordstaterne eller Canada. De fik hjælp til flugten fra abolitionister (modstandere af slaveriet) og andre som kvækerne, der har forståelse for sagen. Begrebet blev også benyttet om de abolitionister, både sorte og hvide, frie og slaver, der hjalp flygtningene. Andre flugtruter førte til Mexico eller over havet.
Begrebet opstod tidligt i 1800-tallet og højdepunktet var mellem 1850 og 1860. Der er anslået, at i 1850 havde omkring 100.000 slaver undsluppet via "jernbanen". Britisk Nord-Amerika, hvor slaveri var forbudt og amerikansk lov ikke var gældende, var et populært mål, da den lange grænse havde flere steder, som kunne krydses ubemærket. Mere end 30.000 mennesker skulle være undsluppet ad denne rute på dennes højdepunkt, selvom amerikanske tal fra folketællinger ikke kan redegøre for mere end 6.000.
De flygtendes historier er dokumenteret i Underground Railroad Records, en samling historier og beskrivelser af de ruter, som 649 flygtende slaver benyttede gennem netværket. William Still, en afroamerikansk abolitionist og kendt som "The father of the Underground Railroad", benyttet sine detaljerede dokumenter i bogen The Underground Railroad, baseret på interviews med flygtede slaver, som han skjulte og hjalp videre til friheden. En anden fremtrædende person i netværket var Harriet Tubman.